# Смирнов, Владимир Валерьянович
Влади́мир Валерья́нович Смирно́в (10 июня 1929 — 7 апреля 2009) — советский инженер, специалист в области сварки. Лауреат Государственной премии СССР (1986).

## Биография
Начал работать с 13 лет, в годы Великой Отечественной войны, простым рабочим.
С 1953 года работал в Институте сварки России (ВНИИЭСО). В 1959 году окончил Северо-Западный заочный политехнический институт.
Учился в аспирантуре ЦНИИ материалов. Кандидат технических наук (1966). С 1981 года — директор ВНИИЭСО, доктор технических наук (1989).
Принимал участие в организации строительства Псковского завода тяжёлого электросварочного оборудования.
Похоронен на Серафимовском кладбище (6-й ясеневый участок).

## Научные интересы
Разработка унификации дугового сварочного оборудования общего назначения, создание робототехнологических комплексов дуговой сварки, внедрение в народное хозяйство технологии и оборудования холодной сварки металлов.